# Viruzid
Als Viruzide oder Virizide oder Virozide („virusabtötend“) werden chemische Substanzen oder physikalische Einflüsse bezeichnet, die Viren inaktivieren. Sie besitzen die Fähigkeit zur Virusinaktivierung. Die Bezeichnung viruzid ist insofern missverständlich, da Viren nicht alle notwendigen Eigenschaften eines Lebewesens aufweisen und somit nicht abgetötet werden, sondern inaktiviert. Weitere, verwandte Begrifflichkeiten, sind die Überbegriffe Biozid und Mikrobiozid. Viruzide werden auch den sogenannten Antimikrobiellen Substanzen zugeordnet.
Einige der Substanzen oder Verfahren wirken nicht nur viruzid, sondern auch bakterizid und/oder fungizid.
Therapeutisch gegen Viren eingesetzte Stoffe (z. B. Aciclovir) bezeichnet man jedoch nicht als Viruzid, sondern als Virostatikum.

## Definitionen
Aufgrund der Komplexität der Thematik existieren ebenfalls verschiedene Definitionen.
Das Amerikanische CDC definiert ein Viruzid als „Ein Mittel, das Viren abtötet, um sie nicht-infektiös zu machen.“
Nach Robert-Koch-Institute (RKI) und Deutsche Vereinigung zur Bekämpfung der Viruskrankheiten (DVV), bedeutet viruzid „effektiv gegen umhüllte und nicht-umhüllte Viren.“
Weiterhin wurden 2017 vom RKI und DVV nebst „viruzid“ die Unterscheidungsmerkmale und Wirkbereiche „begrenzt viruzid“ und „begrenzt viruzid PLUS“ eingeführt, um eine weitere Differenzierung und Spezifizierung zu ermöglichen.
Das Umweltbundesamt (Deutschland) definiert in seinem Glossar: „Als Viruzide (‚virustötend‘) werden Substanzen bezeichnet, die durch eine Schädigung der Virusnukleinsäure oder der Oberflächenproteine eines Virus die Infektiosität von Viren herabsetzen oder vollständig verhindern. Sie dienen der Virusinaktivierung außerhalb von lebenden Organismen (Desinfektionsmittel). Therapeutisch gegen Viren eingesetzte Stoffe bezeichnet man als Virostatikum (Arzneimittel).“

## Funktionsweise
Die folgenden Wechselwirkungen zwischen einem Mikrobiozid und Viren sind bekannt:
- Veränderung (Zerstörung) der Virushülle[26]
- Strukturelle Veränderung
- Veränderung von viralen Markern oder
- Veränderung des viralen Genoms

Die Wirksamkeit eines Viruzids hängt unter anderem vom eingesetzten Viruzid und von der korrekten Anwendung ab.
Die genauen Mechanismen, z. B. von Povidon-Iod (PVP-I), sind weiterhin unklar, aber es wird vermutet, dass es Wirkung auf die bakterielle Proteinsynthese durch Störung des Elektronentransports, DNA-Denaturierung oder Störeffekte auf die Virusmembran hat.

## Gesetze, Normen & Tests und Zulassung

### Gesetzesgrundlagen
- Biozid-Verordnung EU 528/2012[29]

### Normen & Tests
- EN 14476:2019 (Suspensionsversuch)[30]
- EN 16777:2018 (Oberflächentest)[31]
- EN 1500 (Händedesinfektion)[32]

Weitere Testmethoden, -anforderungen und -kriterien etc. ergeben sich aus der sog. VAH-Zertifizierung.
Die Desinfektionsmittel-Kommission im Verbund für Angewandte Hygiene (VAH) e. V. gibt eine Liste chemischer Verfahren für die prophylaktische Desinfektion sowie für die hygienische Händewaschung in Zusammenarbeit mit DGHM, DGKH, GfV, GHUP und BVÖGD heraus. Basis sind die Anforderungen und Methoden zur VAH-Zertifizierung chemischer Desinfektionsmittel, welche als geprüft und als wirksam befunden wurden.

### Zulassung
Eine Risikobewertung für Biozide führt das Bundesinstitut für Risikobewertung (BfR) durch, welche von Gesetzen gefordert wird. Das Umweltbundesamt ist ebenfalls an der Zulassung beteiligt, erarbeitet Bewertungsgrundlagen und initiiert Forschungsprojekte hinsichtlich der Anwendung von Bioziden und zu möglichen Risiken für die Umwelt.

## Wirkstoffe & Methoden

### Generelle Substanzen
Zu den bekannten Substanzen oder Verbindungen gehören: Alkohol (Ethanol), Chlor und Chlorverbindungen (z. B. Chlordioxid), Formaldehyd, Glutaraldehyd, Wasserstoffperoxid, Iodophore, Ortho-Phthalaldehyd (OPA), Peressigsäure, Peressigsäure und Wasserstoffperoxid (H2O2), Phenole, quartäre Ammoniumverbindungen, alle mit unterschiedlicher, aber meist starker mikrobizider Wirkung.

### Physikalische oder Chemisch-Physikalische Methoden
Weitere physikalische Stoffe oder Methoden sind UV, spezielle Metalle, Ozon, Wärme, Kälte, Mikrowellen, Filtration etc. (Siehe auch Virusinaktivierung für spezialisierte Techniken und Prozesse, speziell im Anwendungsbereich Bluttransfusion.)
Ebenso gilt richtiges Händewaschen als effektiv um Schmutz, Keime, Bakterien und Viren zu entfernen. Zusatzstoffe wie Ethanol verstärken die virustötende Wirkung. Bei einer Untersuchung von erweblichen und gängigen Handgels wurden einige als nicht effektiv befunden.

### Andere Substanzen, Methoden, Forschungsthemen
- Antimikrobielle Peptide
- Ätherische Öle[46][47] z. B. Eugenol, Terpene
- Bacteriocine
- CLR01 ("molekulare Pinzette") z. B. gegen HI-Viren oder in Versuchen gegen SARS-CoV-2
- Tenside
  - Seife[48][49][50][51][52][53]
  - Octoxinol 9 (Triton X-100)

## Wirksamkeit (Beispiele)
Die Substanzen besitzen unterschiedliche mikrobizide Aktivität, d. h. einige Viren können mehr oder weniger resistent sein. So ist z. B. das Poliovirus selbst nach einer Kontaktzeit von 10 Minuten resistent gegen H2O2, jedoch benötigt 7,5 % H2O2 30 Minuten, um 99,9 % des Poliovirus zu inaktivieren. Generell gilt Wasserstoffperoxid in entsprechenden Konzentrationen als potentes Viruzid, speziell in anderen Formen wie gasförmig.

### HSV-1
Gegen Herpes-Viren wirken z. B. 1-Docosanol, Wärme/Hitze (ca. 60 °C für 1 Stunde), Povidon-Iod etc.

### SARS-CoV-2 (COVID-19)
Eine Mischung aus 62–71 % Ethanol, 0,5 % Wasserstoffperoxid oder 0,1 % Natriumhypochlorit ist nachweislich in der Lage, das neuartige Coronavirus auf Oberflächen innerhalb von 1 Minute zu deaktivieren.
Eine systematische Übersichtsarbeit aus dem Jahr 2020 über Wasserstoffperoxid (H2O2)-Mundspülungen kommt zu dem Schluss, dass diese keinen Einfluss auf die viruzide Aktivität haben, und empfiehlt, dass "Zahnpflegeprotokolle während der COVID-19-Pandemie überarbeitet werden sollten."
Es liegen verschiedene Informationen und Forschungsergebnisse über lichtbasierte Strategien (UV-C und andere Arten von Lichtquellen; siehe auch Ultraviolettstrahlung) zur Bekämpfung der COVID-19-Pandemie vor.

### SARS-CoV
Die Behandlung von SARS-CoV für 2 min mit Povidon-Iod (PVP-I) reduziert die Virusinfektiosität stark.

## Anwendung & Sicherheit
Viruzide dienen der Virusinaktivierung, meist außerhalb von lebenden Organismen (d. h. nicht zur inneren Anwendung und nicht Körperoberflächen) und sind meist toxisch in Abhängig von Konzentration, Mischung etc.
Viruzide ersetzen kein Vakzin oder Virustatikum, wenn verfügbar. Viruzide Substanzen, bzw. die Produkte, haben meist einen expliziten Benutzungshinweis. Die korrekte Anwendung der Stoffe ist sehr wichtig.
Mundspülung oder Gurgeln mit dafür geeigneten und freigegebenen Substanzen kann die Viruslast reduzieren, jedoch warnen Experten, dass „Viren in Nase, Lunge oder Luftröhre, die beim Sprechen, Niesen und Husten freigesetzt werden, wahrscheinlich nicht erreicht werden, da die Wirkung auf der physikalischen Zugänglichkeit der Oberflächenschleimhaut beruht“.

## Forschung
Die International Society of Antimicrobial Chemotherapy (ISAC) gilt als Dachverband für Bildung, Forschung und Entwicklung für Therapien von Infektionen. Sie besteht aus 86 nationale Mitgliedsorganisationen (darunter z. B. DVV) und hat über 50000 individuelle Mitglieder.